# Claude-Madeleine Grivaud de La Vincelle
Claude-Madeleine Grivaud de la Vincelle était historiographe, antiquaire, archéologue et littérateur.

## Biographie
Né le 5 septembre 1762 à Saint-Laurent-lès-Chalon et mort le 15 décembre 1819 à Paris, il  quitta en 1793 un emploi dans l’administration des armes et poudres à Paris pour les études scientifiques. 
En 1795, il épouse à Paris Camille Grimaldi de La Vincelle, fille naturelle reconnue du prince Honoré III de Monaco, et ajoute le nom de celle-ci au sien. 
De ce mariage, sont issus trois enfants :
- Camille Grivaud de La Vincelle (Paris, 28 janvier 1797 - Pontivy 25 décembre 1823) , mariée à Paris en 1821 avec Antoine Augustin Gervais, puis Gervais d'Aldin (1788-1877), dont postérité ;
- Honorine Grivaud (Paris, 29 juillet 1798 - Paris, 30 septembre 1822), mariée à Paris en 1821 avec Étienne Lafont-Rapnouil (1797-1864), sans postérité ;
- Angélique Grivaud (Paris, 6 juillet 1800 - morte en bas âge) [2].

Sous-chef de la comptabilité à la Chambre des pairs, archéologue, numismate, il est élu membre de la Société des Antiquaires de France, membre correspondant de plusieurs académies dont  l’Académie des sciences, arts et belles-lettres de Dijon en 1818.

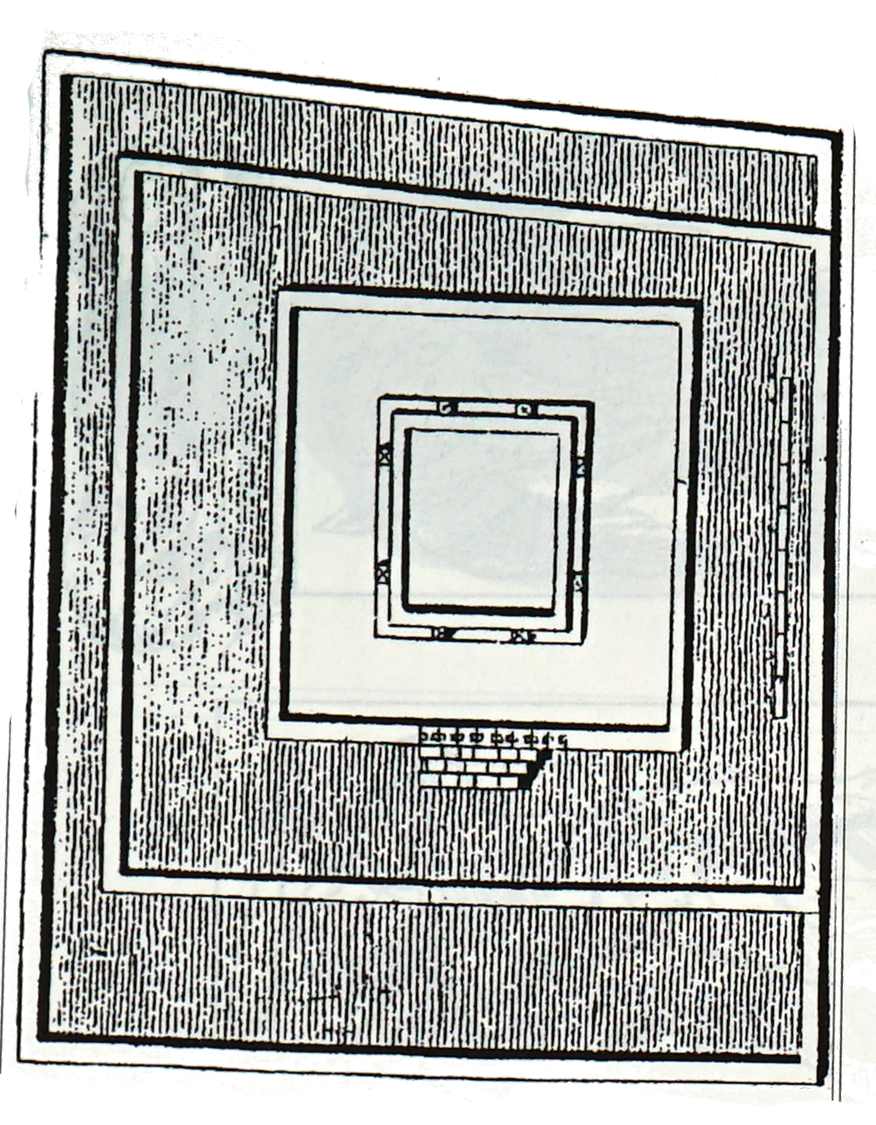
Temple découvert au Châtelet de Gourzon.

### Publications
- Notice sur le palais de la Chambre des Pairs de France, anciennement appelé palais de Luxembourg ou d'Orléans[3], Paris, Nepveu, 1818.
- Arts et métiers des anciens, représentés par les monuments, ou recherches archæologiques. Servant principalement à l'explication d'un grand nombre d'Antiquités recueillies dans les ruines d'une ville gauloise et romaine, découverte entre Saint-Dizier et Joinville, département de la Haute-Marne, et accompagnées de 130 planches gravées au trait ou ombrées ; Ouvrage qui peut servir de supplément aux recueils de Mautfaucon, du Comte de Caylus, de d'Agincourt, etc., ainsi qu'aux découvertes souterraines d'Herculanum., Paris, chez Nepveu, libraire-éditeur, 1819.
- Recueil des monuments antiques, la plupart inédits et découverts dans l'Ancienne Gaule. Ouvrage enrichi de cartes et planches en taille-souce, qui peut faire suite aux recueils du Comte de Caylus et de Félix Le Royer de La Sauvagère ; dédié à son altesse royale, monseigneur le prince héréditaire de Bavière. Treuttel et Wurtz, 1817.
- Antiquités gauloises et romaines, recueillies dans les jardins du Palais du Sénat, pendant les travaux d'embellissement qui y ont été exécutés depuis l'an IX jusqu’à ce jour, pour servir à l'histoire des antiquités de Paris, précédées de recherches sur cette grande capitale, sur le Palais du Sénat (ci-devant Luxembourg), ses dépendances et ses environs ; on a joint aux planches d'antiquités, le plan du jardin de ce palais, avec les changemens[réf. nécessaire] qui y ont été faits, et les vues des parties intérieures les plus curieuses de ce bel édifice,  Paris : chez F. Buisson, 1807